# Parc provincial Sleeping Giant
Le parc provincial Sleeping Giant (anglais : Sleeping Giant Provincial Park) est un parc provincial de l'Ontario (Canada) située au nord-ouest du lac Supérieur, à l'est de Thunder Bay. Ce parc de 244 km2 protège la partie sud de la péninsule Sibley (en) dont le principal attrait est le Sleeping Giant (en), une mesa visible de Thunder Bay. Il a été créé en 1944 sous le nom de parc provincial Sibley et il a pris le nom actuel en 1988. Il est bordé à l'est par l'aire marine nationale de conservation du Lac-Supérieur.